# USS Idaho (BB-24)
«Айдахо» (BB-24) (англ. USS Idaho (BB-24)) — второй броненосец типа «Миссисипи».
Был вторым кораблём военно-морского флота Соединенных Штатов, названным в честь штата Айдахо. После службы в ВМС США в 1914 году броненосец был продан Греции и переименован в «Лемнос». Потоплен немецкими пикировщиками в апреле 1941 года. «Айдахо» и однотипный ему «Миссисипи» были разработаны в соответствии с постановлением Конгресса США, желавшего сократить размеры новых броненосцев, которые значительно возросли по сравнению с первыми американскими эскадренными броненосцами 1-го класса типа «Индиана» 1893. Водоизмещение кораблей было сокращено на 3 000 тонн по сравнению с предшествующим классом Коннектикут, и составило 13 000 тонн (13 200 метрических тонн). «Айдахо» стал последним эскадренным броненосцем ВМС США.

## Использованная литература
- Alden, John D. American Steel Navy: A Photographic History of the U.S. Navy from the Introduction of the Steel Hull in 1883 to the Cruise of the Great White Fleet (англ.). — Аннаполис (Мэриленд), Maryland: United States Naval Institute, 1989. — ISBN 0-87021-248-6.
- Chesneau, Roger; Koleśnik, Eugène M.; Campbell, N.J.M. Conway's All the World's Fighting Ships, 1860–1905 (англ.). — London: Conway Maritime Press[англ.], 1979. — ISBN 0-85177-133-5.
- Cressman, Robert J. Idaho (28 сентября 2007). Дата обращения: 28 декабря 2011. Архивировано из оригинала 10 января 2014 года.
- Friedman, Norman. U.S. Battleships, An Illustrated Design History (англ.). — Annapolis, Maryland: United States Naval Institute, 1985. — ISBN 0-87021-715-1.
- Hore, Peter. Battleships (неопр.). — London: Anness Publishing Ltd, 2007. — ISBN 978-0-7548-1407-8.
- Reilly, John C.; Scheina, Robert L. American Battleships 1886–1923: Predreadnought Design and Construction (англ.). — Annapolis, Maryland: United States Naval Institute, 1980. — ISBN 0-87021-524-8.
- Rose, Lisle A. Power at Sea The Age of Navalism, 1890–1918 (англ.). — Columbia, Missouri: University of Missouri Press, 2007. — ISBN 0-08-262168-3.